# Héctor De Bourgoing
Héctor Adolfo de Bourgoing (Posadas, 1934. július 23. – Bordeaux, 1993. január 24.) argentin, majd később francia válogatott labdarúgó.

## Pályafutása

### A válogatottban
1956 és 1957 között 5 alkalommal lépett pályára az argentin válogatottban. Tagja volt az 1957-es Dél-amerikai bajnok csapatnak.
1962 és 1966 között 3 alkalommal szerepelt a francia válogatottban és 2 gólt szerzett. Részt vett az 1966-os világbajnokságon.

## Sikerei, díjai
River Plate
- Argentin bajnok (1): 1957

Girondins Bordeaux
- Francia kupadöntős (1): 1967–68

Argentína
- Dél-amerikai bajnok (1): 1957